# Прєпаснянський потік
Прєпаснянський потік (словац. Priepasniansky potok) — річка в Словаччині, ліва притока Брезовського потоку, протікає в окрузі Миява.
Довжина приблизно 6.2-6.5 км. Витік знаходиться в масиві Миявські пагорби — схил гори Долна Полянка — на висоті близько 390 метрів. Протікає територією сіл Полянка; Пр'єпасне і міста Брезова-під-Брадлом.
Впадає в Брезовський потік на висоті приблизно 285 метрів.

## Опис
Від витоку тече на південь на короткій ділянці, потім дугою повертає на південний схід і біля населеного пункту Гавлова повертає на північ-південь. Потім протікає територією муніципалітету Припасне, біля населеного пункту Блатняковці приєднується до лівої притоки з району Підлипівки і поступово повертає на захід. Біля населеного пункту Петруховці зліва приєднується притока з-під Широкого Брадла (491 м н.р.м.), справа — притока з північно-східного схилу пагорба Голубачі (431 м н.р.м.), далі потік повертає вісеподібно і біля населеного пункту Грайноховці зліва приєднується притока з північно-північно-західного схилу пагорба Брадло (543,1 м н.р.м.). Далі до потічка приєднується права притока із західного схилу пагорба Голубачі, яка впадає біля населеного пункту Яндова долина, потік повертає в південно-західному напрямку.